# Гринфельд, Натан Яковлевич
Натан Яковлевич Гринфельд (при рождении Нута-Мендл Янкелевич Гринфельд; 15 мая 1884, Кишинёв, Бессарабская губерния — 3 августа 1962, Ленинград) — участник революционного движения в России, дипломат, организатор кинопроизводства, директор Ленинградской кинофабрики (1927—1931), кинофабрики «Союзтехфильм № 1» (1933—1936), а также Театра оперы и балета имени С. М. Кирова.

## Биография
Родился 15 мая (по старому стилю) 1884 года в Кишинёве, был одним из шестерых детей в семье частного поверенного и присяжного стряпчего Янкеля Лейбовича Гринфельда (который умер когда сыну было 7 лет) и его жены Браны Мордковны. Образование получил в народном и городском 3-классном училище, которое окончил в 1898 году. Подростком работал слесарем в механической мастерской, подмастерьем на электростанции. В 1899 году продолжил специальное образование в слесарно-механическом отделении еврейского ремесленного училища общества «Труд» в Одессе. В это время завязал контакты с социал-демократами и вскоре вступил в РСДРП.
В 1900—1902 годах под партийным псевдонимом «Яков» работал пропагандистом в местных организациях РСДРП в Одессе и Кишинёве. Ввиду угрозы ареста за участие в рабочем движении в 1902 году ему пришлось бежать в Америку. В конце 1904 года он нелегально вернулся в Россию, в 1905 году работал в Одессе под той же кличкой техником в лаборатории по изготовлению бомб. Группа начала создавать типографию, собирать оружие, однако вскоре её деятельность была прервана полицией.
28 апреля 1905 года был арестован и 13 января 1906 года за принадлежность к «анархо-коммунистической боевой группе» осуждён Военно-окружным судом на 4 года каторжных работ. В 1906—1908 годах отбывал наказание в Акатуе. В 1908 году отправлен на поселение в Баргузин, работал переплётчиком. В 1909 году вместе с будущим писателем Андреем Соболем, который посвятит ему свои воспоминания «На каторжном пути», опубликованные в 1925 году в журнале «Каторга и ссылка», бежал во Францию. Февральская революция застала его в Италии. Он поселился в местечке Кави-ди-Лаванья близ Генуи, где проживала группа эсеров-эмигрантов. Позднее перебрался в Милан, работал переводчиком и иностранным корреспондентом периодических изданий на нескольких языках.
В 1920—1921 годах был сотрудником итальянского отделения советско-британского кооперативного общества «Аркос», созданного Леонидом Красиным, а затем — сотрудником советской Российской экономической делегации в Риме. В 1922 году отозван с этой работы и направлен для организации приёма советской делегации под руководством Георгия Чичерина на Генуэзской конференции. По окончании конференции поступил в распоряжение Наркомвнешторга и Наркоминдела. Под псевдонимом «Н. Зеленопольский» освещал работу Лозаннской конференции. В 1923 году получил назначение на пост секретаря наркома внешней торговли СССР Л. Б. Красина. В 1923 году исполнял также обязанности секретаря полпреда и торгпреда во Франции. С апреля 1925 года был уполномоченным «Совкино» во Франции, Англии, Италии и Испании. После самоубийства писателя Андрея Соболя усыновил его сына Сашу.
В 1927 году назначен членом правления «Совкино» и директором Ленинградской кинофабрики (впоследствии «Ленфильм»). В своих воспоминаниях режиссёр Александр Зархи писал о нём:

Как запомнилась мне его небольшая плотная фигура всегда с кипой иностранных газет и журналов под мышкой! Гринфельд был старым партийным работником, в свое время связанным по политэмигрантским делам с Л. Б. Красиным. Это был человек широкого кругозора и вдумчивого отношения к роли искусства в социалистическом обществе.
В 1928 году вместе с заместителем директора Московской кинофабрики «Совкино» Анатолием Данашевским командирован за границу с целью изучения зарубежного опыта, сбора информации, необходимой для подготовки экспертного заключения по проекту строительства новой кинофабрики «Совкино» в Москве. С образованием 28 апреля 1930 года Всесоюзного кинофотообъединения «Союзкино» стал членом его правления и директором кинофабрики «Союзкино» в Ленинграде. В 1933 году назначен первым директором Ленинградской кинофабрики «Союзтехфильм № 1». В феврале 1935 года в связи с 15-летием советской кинематографии и за значительные заслуги в деле развития советской кинематографии в Ленинграде постановлением президиума Ленсовета был награждён часами с надписью.
С 1936 года работал директором Театра оперы и балета имени С. М. Кирова, одновременно занимал должность заместителя начальника Управления по делам искусств Исполкома Ленгорсовета.
Редактировал театральный еженедельник «Рабочий и театр». Состоял членом общества бывших политкаторжан.
16 ноября 1937 года арестован. Обвинён в том, что во время празднования 20-й годовщины Октябрьской революции собирался взорвать всю ленинградскую верхушку во главе со Андреем Ждановым. 3 февраля 1938 года приговорён к расстрелу, заменённому на 10 лет исправительно-трудовых лагерей. Вскоре после освобождения в 1948 году повторно арестован. До 1954 года находился в ссылке в Красноярском крае. Его жена, врач-фтизиатр Беба Марковна Левик, как член семьи изменника Родины была выслана в Спасск-Рязанский.
Умер 3 августа 1962 года в Ленинграде. Похоронен на Преображенском еврейском кладбище.

## Семья
- Жена — Беба Марковна Левик (1896—1966), врач-фтизиатр, до того как выйти замуж за Натана Гринфельда, была второй женой писателя Андрея Соболя.
  - Приёмный сын — Александр Гринфельд-Соболь (1920 — середина 1970-х), инженер.
  - Сын — Владимир Гринфельд (1927—?), врач.
    - Внучка — Лия Гринфельд (род. 1954), политолог, социолог и культуролог. Внучатая племянница Якова Давидовича Киршенблата.
- Брат — Абрам Яковлевич Гринфельд (30 марта 1891, Кишинёв — 29 сентября 1932)[26], организатор кинопроизводства, актёр, режиссёр и администратор кинофабрики «Белгоскино» в Ленинграде[27], сотрудник центрального аппарата Совкино в Москве[28][29]; сыграл роль раввина Лейзера в фильме Григория Рошаля «Его превосходительство» (1927), режиссёр-постановщик среднеметражного фильма «Дневник одной коммуны» (1931).

## Публикации
- Гринфельд Н. За кулисами кино-конгресса в Париже. (Париж, октябрь 1926) // Кино-Фронт, 1927, № 1, 15 января.
- Гринфельд Н. На фронте кинопромышленности // Жизнь искусства. — 1927. — № 19. — С. 15.
- Прения. Речь тов. Гринфельда // Пути кино. Первое Всесоюзное партийное совещание по кинематографии / под ред. Б. С. Ольхового. — М.: Теа-Кино-Печать, 1929. — С. 334—336. — 465 с.
- Гринфельд Н. Заграничные впечатления // Жизнь искусства. — 1929. — № 23. — С. 9.
- Гринфельд Н. Звук и образ в кино // Кино (ленинградскся газета). — 1929. — № 33, 21 сентября, с. 2.
- Гринфельд Н. Переоценка ценностей — настоящее положение тонфильмы в САСШ // Кино и культура. — 1930. — № 11—12. — С. 55—57.
- Гринфельд Н. Пути звукового кино у нас и за границей // Пролетарское кино. — 1931. — № 7. — С. 43—48.
- Олесь Чишко, Сергей Спасский, Натан Гринфельд. Броненосец Потёмкин (опера). Издание Ленинградского театра оперы и балета им. С. М. Кирова, 1937.
- Хованщина / Музыка М. П. Мусоргского; Отв. ред. Н. Я. Гринфельд. Ленинград: Издание Ленинградского государственного академического театра оперы и балета им. С. М. Кирова, 1937.